# Antonio Cámpolo
Antonio Cámpolo (ur. 7 lutego 1897 w Montevideo, zm. 22 maja 1959 tamże) – piłkarz urugwajski noszący przydomek Giroba, lewy napastnik.
Urodzony w Montevideo Cámpolo grał w klubie CA Peñarol obok takich wielkich piłkarzy tej epoki, jak José Piendibene, Isabelino Gradín czy John Harley.
Jako piłkarz Peñarolu wziął udział w turnieju Copa América 1920, gdzie Urugwaj zdobył mistrzostwo Ameryki Południowej. Cámpolo zagrał we wszystkich trzech meczach – z Argentyną, Brazylią (zdobył bramkę) i Chile. Wraz ze swym klubowym kolegą José Pérezem stworzył znakomitą parę napastników.
Wciąż jako gracz Peñarolu wziął udział w turnieju Copa América 1921, gdzie Urugwaj zajął trzecie miejsce. Cámpolo zagrał we wszystkich trzech meczach – z Paragwajem, Brazylią i Argentyną.
Cámpolo razem z reprezentacją Urugwaju wziął udział w Igrzyskach Olimpijskich w 1928 roku, zdobywając złoty medal. Zagrał w trzech meczach – z Niemcami, Włochami (zdobył bramkę) i w pierwszym meczu finałowym z Argentyną.
Ostatni raz w mistrzostwach kontynentalnych Cámpolo wziął udział podczas turnieju Copa América 1929, gdzie Urugwaj zajął trzecie miejsce. Zagrał we wszystkich trzech meczach – z Paragwajem, Peru i Argentyną.
Od 18 lipca 1918 roku do 17 listopada 1929 roku Cámpolo rozegrał w reprezentacji Urugwaju 21 meczów i zdobył 3 bramki. Słynął z bardzo dużej szybkości
Zmarł 22 maja 1959 w rodzinnym Montevideo.